# 路易吉·德·菲利波
路易吉·德·菲利波（義大利語：Luigi De Filippo，1930年8月10日—2018年3月31日），意大利男演員、舞台劇導演、劇作家。他生於那不勒斯，父親佩皮諾·德·菲利波也是演員。他在大學修讀文學，原本打算當一位記者，在與其父同台演出之後愛上了演戲。自2011年起，在羅馬帕里奧利劇院出任藝術總監。他在2018年3月31日於羅馬去世，享年87歲。

## 外部連結
- 官方网站
- 路易吉·德·菲利波在互联网电影资料库（IMDb）上的資料（英文）